# Leptogaster antenorea
Leptogaster antenorea là một loài ruồi trong họ Asilidae. Leptogaster antenorea được Lioy miêu tả năm 1864. Loài này phân bố ở vùng Cổ Bắc giới.